# Jake Holden
Jacob "Jake" Holden (* 25. September 1987 in Halton Hills) ist ein ehemaliger kanadischer Snowboarder. Er startete im Snowboardcross.

## Werdegang
Holden startete im Februar 2005 in Nakiska erstmals beim Nor-Am-Cup und errang dabei den 31. Platz. Bei den Juniorenweltmeisterschaften 2006 im Vivaldi Park belegte er den 21. Platz und bei den Juniorenweltmeisterschaften 2007 in Bad Gastein den siebten Rang. Sein Debüt im Snowboard-Weltcup gab er im März 2007 im Stoneham, wobei er den 45. Platz errang. In der Saison 2007/08 wurde er mit zwei Siegen Zweiter in der Snowboardcross-Wertung des Nor-Am-Cups. In der Saison 2008/09 kam er drei zweiten Plätzen und in der Saison 2009/10 mit fünf Top-Zehn-Platzierungen darunter je einen zweiten sowie ersten Platz, jeweils auf den vierten Platz in der Snowboardcross-Wertung des Nor-Am-Cups. In der Saison 2012/13 erreichte er mit Platz zehn in Arosa seine einzige Top-Zehn-Platzierung im Weltcup und mit dem 18. Rang im Snowboardcross-Weltcup sein bestes Gesamtergebnis. Beim Saisonhöhepunkt, den Snowboard-Weltmeisterschaften 2013 im Stoneham, fuhr er auf den 23. Platz. In seiner letzten aktiven Saison 2013/14 belegte er bei den Olympischen Winterspielen 2014 in Sotschi den 25. Platz und absolvierte in La Molina seinen 33. und damit letzten Weltcup, welchen er auf dem 31. Platz beendete.

## Teilnahmen an Weltmeisterschaften und Olympischen Winterspielen

### Olympische Winterspiele
- 2014 Sotschi: 25. Platz Snowboardcross

### Snowboard-Weltmeisterschaften
- 2013 Stoneham: 23. Platz Snowboardcross

## Weltcup-Gesamtplatzierungen
| Saison  | Gesamt | Gesamt | Snowboardcross | Snowboardcross |
| Saison  | Punkte | Platz  | Punkte         | Platz          |
| ------- | ------ | ------ | -------------- | -------------- |
| 2006/07 | 17     | 296.   | 17             | 61.            |
| 2007/08 | 171    | 206.   | 171            | 51.            |
| 2008/09 | 278    | 178.   | 278            | 46.            |
| 2009/10 | 45     | 280.   | 45             | 67.            |
| 2010/11 | -      | -      | 455            | 36.            |
| 2012/13 | -      | -      | 1020           | 18.            |
| 2013/14 | -      | -      | 235            | 43.            |